# Stieńkino I
Stieńkino I (ros. Стенькино I) – węzłowa stacja kolejowa w miejscowości Riazań, w obwodzie riazańskim, w Rosji. Węzeł linii Moskwa – Riazań – Morze Czarne/Kaukaz z linią obsługującą tereny przemysłowe Riazania.